# Alfredo Mordini
Alfredo Mordini, nome di battaglia Riccardo (Firenzuola, 29 giugno 1902 – Milano, 10 luglio 1969), è stato un partigiano italiano, in precedenza macchinista delle ferrovie.

## Biografia

### Attività antifascista in Italia e all'estero
Alfredo Mordini si iscrive al Partito Comunista d'Italia nella prima metà degli anni venti del XX secolo e svolge attività antifascista. Viene ben presto individuato e inviato al confino politico a Ventotene. Scontata la pena, espatria clandestinamente in Francia, e svolge attività politica ad Arles.
Il 30 aprile 1937, Mordini si arruola nel Battaglione Garibaldi in difesa della Repubblica nella Guerra civile spagnola; è ferito nella battaglia del Farlete e combatte a Fuentes de Ebro, Caspe e sull'Ebro. Dopo lo scioglimento delle Brigate internazionali rientra in Francia.
A seguito dell'occupazione tedesca, Mordini entra nella resistenza francese nelle file dei FTP (Francs-Tireurs et Partisans).

### Incarichi nella Resistenza italiana

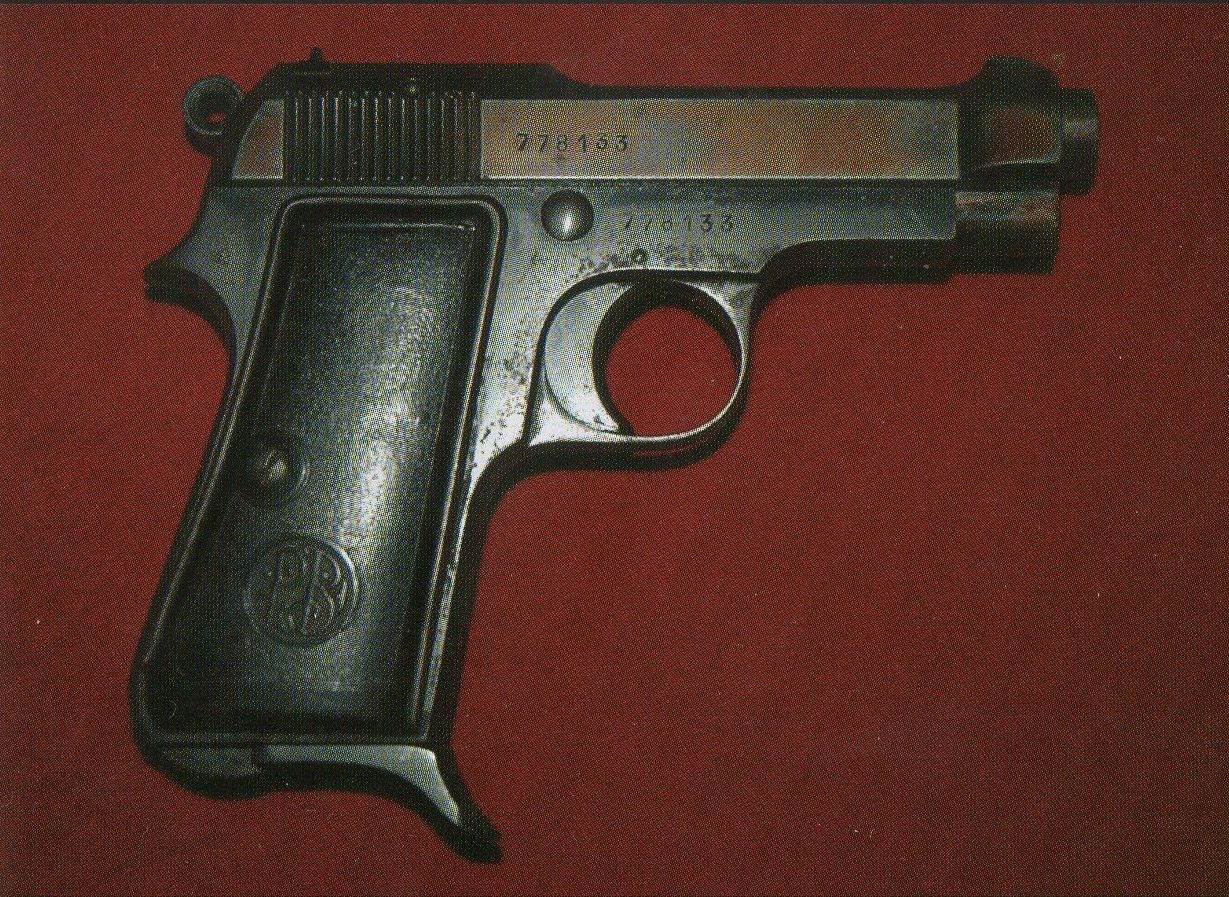
La pistola Beretta 1934, cal. 9 mm., matricola 778133, in dotazione ad Aldo Lampredi nell'azione che condusse alla fucilazione di Benito Mussolini e poi consegnata ad Alfredo Mordini

Alla caduta del fascismo, Mordini rientra in Italia e si arruola nella resistenza italiana con il nome di battaglia Riccardo.
È ispettore politico della 3ª Divisione Garibaldi-Lombardia "Aliotta"operante nell'Oltrepò pavese; in tale veste relaziona il suo Comando generale sul durissimo rastrellamento che sconvolge l'Oltrepò pavese nell'inverno del 1944, con distruzione e saccheggio di numerosi paesi e frazioni e violente rappresaglie sulla popolazione civile, in particolare contro le donne.
Il 27 aprile 1945, Mordini entra nella Milano liberata dal nazifascismo, insieme alla 51ª Brigata "Capettini" della Divisione "Gramsci" e all'87ª Brigata "Crespi". Dopo un breve comizio, tenuto dal comandante delle brigate Garibaldi della Lombardia Pietro Vergani Fabio, in piazzale Loreto, le due brigate si acquartierano in una scuola di Viale Romagna.
Alle 7 del mattino del giorno dopo, l'Ispettore del Comando generale delle Brigate Garibaldi Aldo Lampredi Guido e il responsabile dei compiti di polizia militare Walter Audisio Valerio, si presentano in Viale Romagna, con l'ordine di prelevare una dozzina di partigiani per la formazione di un plotone di esecuzione. Riccardo è scelto per il comando dell'operazione e, insieme ad altri tredici partigiani, segue Valerio, su un camion scoperto, sino a Dongo, dove sono stati catturati Benito Mussolini, Claretta Petacci e i gerarchi al loro seguito.
Intorno alle 16.30, Valerio, Guido e il partigiano Michele Moretti sono a Giulino, per eseguire la fucilazione di Benito Mussolini e di Claretta Petacci. Al ritorno dall'esecuzione, Lampredi consegna a Mordini una delle armi utilizzate: una pistola Beretta modello 1934, calibro 9 mm.
Dopo la morte di Mordini (sepolto al Cimitero Maggiore di Milano), la moglie la consegnerà all'amico Piero Boveri, nome di battaglia Tommy, già staffetta della 51ª Brigata, e dal 1983 è conservata al Museo storico di Voghera.

### La fucilazione dei gerarchi catturati al seguito di Mussolini in fuga

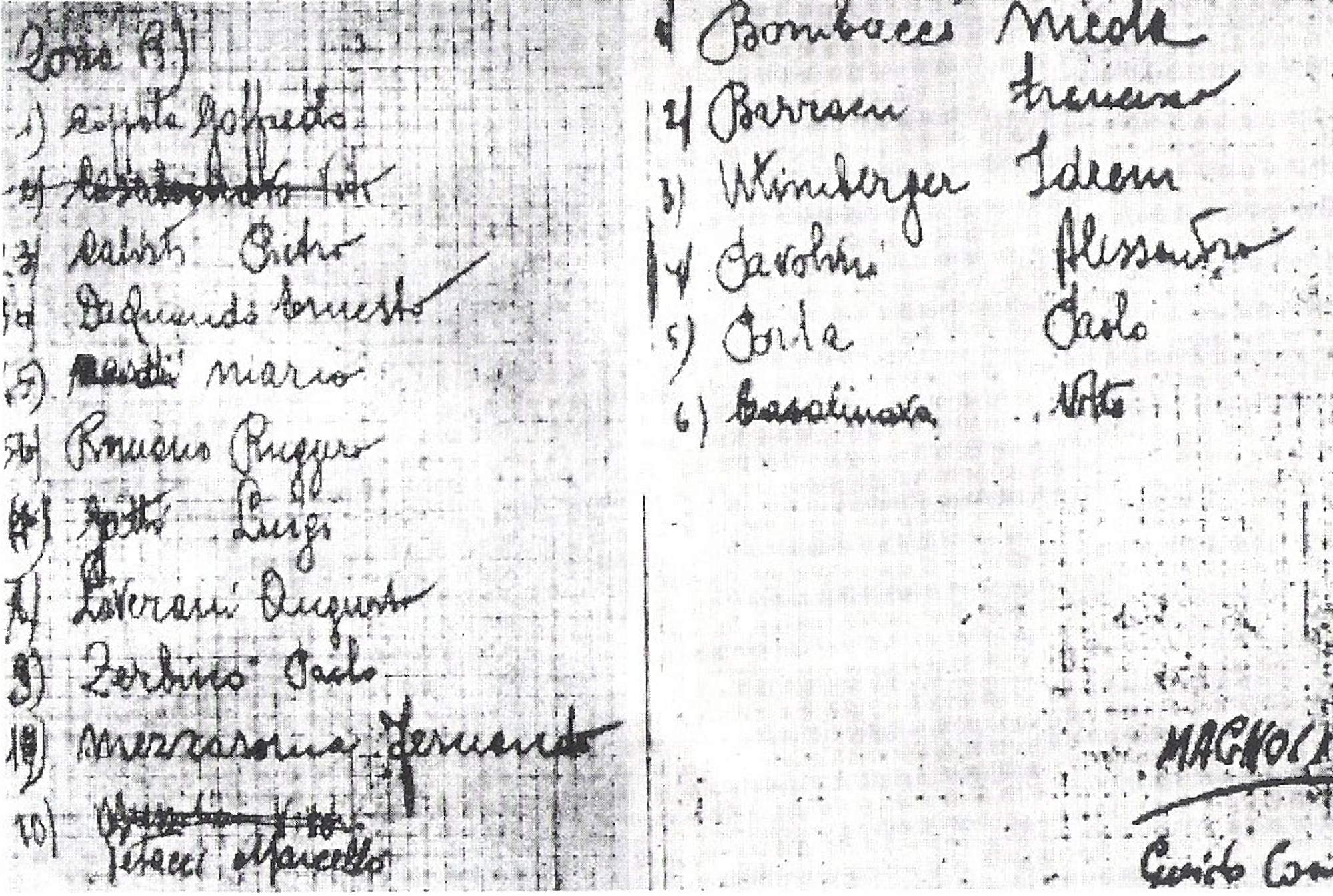
Elenco dei gerarchi fucilati, firmato da Magnoli (Walter Audisio) e Guido Conti (Aldo Lampredi)

I gerarchi allineati sul lungolago di Dongo, prima della fucilazione

Verso le ore 17.00 del 28 aprile Audisio è di nuovo a Dongo per ordinare la fucilazione degli altri gerarchi fascisti che nel frattempo erano stati radunati nel municipio. I nominativi erano stati indicati da "Valerio" stesso prima di partire per Giulino osservando la lista dei prigionieri italiani catturati dalla 52ª Brigata Garibaldi "Luigi Clerici". Si tratta di:
- Alessandro Pavolini, Ministro segretario del PFR
- Francesco Maria Barracu, colonnello, sottosegretario alla presidenza del Consiglio
- Ferdinando Mezzasoma, Ministro della Cultura Popolare
- Augusto Liverani, Ministro delle Comunicazioni
- Ruggero Romano, Ministro dei Lavori Pubblici
- Paolo Zerbino, Ministro dell'Interno
- Luigi Gatti, ex prefetto di Milano, segretario di Mussolini
- Paolo Porta, federale di Como
- Idreno Utimpergher, comandante della brigata nera di Empoli
- Nicola Bombacci, tra i fondatori del Partito Comunista d'Italia (1921), poi aderente al fascismo
- Pietro Calistri, capitano pilota dell'Aeronautica Nazionale Repubblicana
- Goffredo Coppola, rettore dell'Università di Bologna
- Ernesto Daquanno, giornalista, direttore della Agenzia Stefani
- Mario Nudi, impiegato della Confederazione fascista dell'Agricoltura e "moschettiere del Duce"
- Vito Casalinuovo, colonnello della GNR, ufficiale d'ordinanza di Mussolini.

Alfredo Mordini Riccardo, comanda il plotone di esecuzione.
Alle 17.48 i quindici gerarchi vengono allineati contro la ringhiera metallica del lungolago del paese, con il viso verso il lago e le spalle al plotone d'esecuzione e vengono giustiziati. Ad essi si aggiunge Marcello Petacci, fratello di Claretta, che era considerato dai fascisti un traditore e avevano chiesto per lui un'esecuzione separata.
Al suo turno, Petacci riesce a fuggire e a gettarsi nelle acque del lago, dove viene raggiunto da una pioggia di proiettili che lo finiscono.
Dopo la liberazione, Mordini contribuisce alla vita del Partito Comunista Italiano, assumendo incarichi di secondo piano.